# Antoni Chudziński
Antoni Chudziński (deutsch Anton Chudzinski; * 14. Juni 1849 in Zdzież bei Borek, Provinz Posen, Königreich Preußen; † 18. März 1907 in Strasburg, Provinz Westpreußen) war ein polnischer Gymnasiallehrer, Philologe und Historiker in Strasburg.

## Leben
Herkunft und Ausbildung
Der Vater Wincenty Chudziński war Lehrer in Borek im preußischen Kreis Krotoschin, die Mutter war Florentyna Pawlicka.
Der Junge besuchte die Schule in Borek und seit 1861 das Gymnasium in Schrimm (Śrem). 1863 versuchte er in das russische Kongresspolen zu kommen, wo der polnische Januaraufstand stattfand, wurde aber an der Grenze entdeckt und zurückgeschickt. Danach ging er auf das Gymnasium in Ostrowo (Ostrów), später wieder nach Schrimm. Dort wurde er Mitglied einer geheimen Schülergesellschaft und legte 1869 das Abitur ab.
Anschließend studierte Chudziński in Breslau Altphilologie. 1870 musste er als Soldat in den Krieg gegen Frankreich ziehen und war mit dem Niederschlesischen Feldartillerie-Regiment Nr. 5 bis vor Paris und an der Schweizer Grenze. Danach setzte er das Studium  in Breslau fort.
Erste Tätigkeiten als Lehrer
Seit 1874 war Antoni Chudziński Hauslehrer bei dem Aufständischen-General Edmund Taczanowski in Choryń. Danach ging er nach Warschau zum Bankier Epstein als Hauslehrer. Dort bekam er Kontakte zu Kreisen von polnischen Intellektuellen, Schriftstellern und Künstlern, die er viele Jahre unterhielt.
1878 legte Chudziński das Examen zum Gymnasiallehrer für Latein, Griechisch, Geschichte und Französisch in Breslau ab.
Seit Februar war er im Probejahr als Lehrer am Gymnasium in Neustadt in Westpreußen, ab Michaelis auf einer Hilfslehrerstelle in Graudenz.
Lehrer in Strasburg
1879 begann Antoni Chudziński seine Tätigkeit als Lehrer am Gymnasium in Strasburg in Westpreußen, die er bis zu seinem Tod ausüben sollte. Er unterrichtete Lateinisch, Griechisch und Geschichte sowie das fakultative Unterrichtsfach polnische Sprache. Chudziński engagierte sich sehr für die polnischen Schüler, deren Kultur von den preußischen Behörden nicht gerne gesehen wurde. Er machte sie mit Werken der patriotischen polnischen Literatur, auch von Adam Mickiewicz, vertraut und baute eine polnischsprachige Bibliothek in der Schule auf. Er organisierte eine geheime Schülergesellschaft der Philomaten und unterstützte die Jungen in deren nationalen Selbstgefühl.
Antoni Chudziński war auch beeidigter Dolmetscher der russischen Sprache und schrieb zahlreiche Petitionen und Briefe an russische Behörden für die dortige polnische Bevölkerung.
1894 wurde Antoni Chudziński zum Professor am Gymnasium ernannt, 1898 zum Gymnasialrat. 1901 wurde die geheime Philomatenverbindung aufgedeckt, seitdem war Polnischunterricht in der Schule verboten.
Antoni Chudziński starb 1907  als Lehrer und wurde auf dem Friedhof in  Strasburg bestattet.
Familie
Er war seit 1880 mit Stanisława Zielińska verheiratet, die eine Verwandte des Dichters Gustaw Zieliński war. Die beiden hatten wahrscheinlich die Söhne
- Jerzy Chudziński (1885–1939), Priester und Redakteur des katholischen Zeitschrift Pielgrzym,  von den deutschen Besatzungsbehörden erschossen
- Wincenty Chudziński (* 1889)
- Henryk Zygmunt Chudziński (1892–1959), Jurist

## Publikationen (Auswahl)
Antoni Chudziński verfasste zahlreiche Bücher und Artikel zu historischen, pädagogischen, politischen und anderen Themen in deutscher, polnischer und lateinischer Sprache.
Deutsche Schriften
- Die polnische Frage in Preußen, Berlin 1891 Digitalisat
- Das Zuviel, ein Grundübel unserer gymnasialen Bildung, in Pädagogisches Archiv, 38, 1896, S. 625–637, 709–726 Anfang
- Wodurch übt die Abschlussprüfung einen bedenklichen Einfluss auf unseren Unterrichtsbetrieb?, 1898? [nicht im Pädagogischen Archiv], S. 131ff. Anfang
- Tabellarische Übersicht über das Wachstum der Bevölkerung des Regierungsbezirks Marienwerder in den Jahren 1867–85,  Wissenschaftliche Beilage zum XVI. Jahresbericht des Königlichen Gymnasiums zu Strasburg Westpr. über das Schuljahr 1889/90, Strasburg 1890
- Staatseinrichtungen des römischen Kaiserreichs in gemeinfasslicher Darstellung, Gütersloh 1905
- Tod und Totenkultus bei den alten Griechen, Gütersloh 1907

Polnische Schriften
- Thanatos czyli Śmierć i życie pośmiertne u dawnych Greków : studyum mitologiczno-archeologiczne [Thanatos oder Tod und Leben nach dem Tod bei den alten Griechen, mythologisch-archäologische Studien], Lwów 1886
- Ziemia Chełmińsko-Michałowska [Das Culmer und das Michelauer Land], Warszawa 1890
- Kwestya polska w Prusiech, wiązarek dla spółeczeństwa naszego z powodu obchodu uroczystości 3go maja  [Die polnische Frage in Preußen], Poznań 1891
- Nasza polityka Dopełnienie do mojej Kweatyi polskiej w Prusiech, Poznań 1891
- Brodnica między r. 1819 a 1863, szkic kulturalno-historyczny według opowiadania żyjącego jeszcze świadka [Strasburg zwischen 1819 und 1863], in Roczniki Towarzystwa Naukowego w Toruniu, R. 5, 1898
- Ludność polska Ziemi Chełmińsko-Michałowskiej podług spisu ludności z dnia 1-go grudnia 1895 r. [Die polnische Bevölkerung des Kulmer und des Michelauer Landes nach dem Bevölkerungsverzeichnis vom 1. Dezember 1895], 1900
- Brodnica w XVIII wieku [Strasburg im 17. Jahrhundert], Warszawa 1903

Lateinische Schriften
- Ubi et quo tempore ortus sit hymnus Homeri VII in Dionysum [Über Ort und Zeit des Hymnus Homer VII], Strasburg 1886